# Jean Arroy
Jean Désiré Auguste Thiolat dit Jean Arroy, né le 16 février 1903 dans le 8e arrondissement de Paris et mort le 27 décembre 1978 à Corbeil-Essonnes, est un réalisateur, documentariste et écrivain français.

## Biographie
On sait peu de choses sur Jean Arroy, en particulier sur sa formation en tant que cinéaste. Fils de teinturiers, on voit apparaître son nom dans la presse à partir de 1923 en tant que journaliste.
En dehors de ses activités de réalisateur, essentiellement en tant que documentariste, Jean Arroy fut également critique cinématographique, collaborant notamment à Cinémagazine, à Photo Ciné et à La Critique cinématographique, et aussi écrivain.
Auteur de nombreux documentaires notamment sur la Marine nationale, les chemins de fer et les colonies françaises, pour beaucoup considérés comme perdus, on ne connaît de lui que deux films de fiction, Sous l'œil rouge de Smara en 1934 et Cœurs basques en 1936.  
Mort à l'âge de 75 ans, il avait épousé la danseuse et actrice argentine Dora del Monte, en janvier 1938.

## Carrière au cinéma
Réalisateur
- 1928 : Autour de « Napoléon », film documentaire sur le tournage du film d'Abel Gance
- 1930 : Paris-Londres, film documentaire sur la ligne ferroviaire et maritime de Paris-Saint-Lazare à Londres par Dieppe[6], musique de Paul Devred[7]
- 1930 : Pacific 231, version cinématographique du Mouvement symphonique n° 1 d'Arthur Honegger[8]
- 1931 : S.O.S. Foch, film documentaire sur le sauvetage en mer[9], musique de Jacques Ibert[10]
- 1932 : L'Alarme, film documentaire sur les sapeurs-pompiers de Paris[11], musique de Jacques Ibert[12]
- 1933 : L'Escadre / Alerte !, film documentaire sur les grandes manœuvres navales en Méditerranée[13], musique de Paul Devred[14]
- 1933 : Explosions, film documentaire sur les travaux de réalisation d'un pipeline au Moyen-Orient[15]
- 1934 : De Wilson à Roosevelt, film documentaire sur l'histoire américaine contemporaine[16]
- 1934 : Sous l'œil rouge de Smara, scénario de J. Namura, avec Jean Galland, Pola Illéry et Max Maxudian[17],[18]
- 1935 : Le Chant des Îles, film officiel du Tricentenaire du rattachement des Antilles à la France[19], musique de Paul Devred[20]
- 1936 : Coeurs basques, d'après le roman de Pierre Apestéguy, avec Jean Servais[21]
- 1936 : Le Miracle de l'Eau, film documentaire tourné dans le delta du Niger en Afrique Occidentale Française[22]
- 1938 : Images de Paris, film documentaire sur la Capitale
- 1941 : La Maison du Soleil, film documentaire sur la rééducation des grands blessés de guerre[23] à l'hôpital San Salvadour[24]
- 1942 : Marine nationale, film documentaire
- 1943 : Rail impérial, film documentaire sur le chantier du chemin de fer transsaharien[25]
- 1945 : La Marine au combat, film documentaire[26],[27]
- 1946 : Les Nouveaux combats de la Marine, film documentaire
- 1947 : Les Français sont gens de mer, film documentaire[28]
- 1948 : À l'ombre de la mosquée, film documentaire sur la vie des musulmans à Paris[29]
- 1948 : Œil pour œil

Assistant-réalisateur
- 1927 : Napoléon, film en 8 épisodes d'Abel Gance
- 1933 : Midi, film documentaire sur l'électrification des chemins de fer de la Compagnie du Midi, de Jean Dréville[30],[31]
- 1936 : Un grand amour de Beethoven d'Abel Gance
- 1939 : Yamilé sous les cèdres de Charles d'Espinay

Acteur
- 1927 : Napoléon d'Abel Gance : un sans-culotte à Toulon / un conventionnel à Paris

Scénariste
- 1939 : Yamilé sous les cèdres de Charles d'Espinay

## Publications
- Ivan Mosjoukine, préface de René Jeanne, appendice de Robert Florey, publications Jean-Pascal, collection Les grands artistes de Paris, 1927[32]
- En tournant « Napoléon » avec Abel Gance. Souvenirs et impressions d'un sans-culotte, La Renaissance du livre, 1928[33]
- De Profundis, roman abondamment illustré par les photographies du film de la Star Film L'Emprise, éditions Jules Tallandier, collection Cinéma-Bibliothèque, 1929[34]
- Attention ! On tourne !, co-écrit avec Jean-Charles Reynaud, éditions Jules Tallandier, 1929[35]
- La Roue, scénario original arrangé par Jean Arroy, éditions Jules Tallandier, 1930
- Conchita ou la Vie d'une fille, roman illustré de nombreuses photographies du film de René Jayet, éditions Jules Tallandier, 1933